# Des Geraghty
Desmond Geraghty (27 de octubre de 1943) es un expolítico y líder sindical irlandés. Fue presidente del SIPTU de 1999 a 2004. Se presentó sin éxito a las elecciones al Parlamento Europeo de 1984 por la circunscripción de Dublín como candidato del Partido de los Trabajadores. Se desempeñó brevemente como Secretario General del Partido de los Trabajadores entre 1991 y 1992, sucediendo a Seán Garland y jugó un papel destacado en los acontecimientos que condujeron a la escisión de ese partido.  En 1992, Geraghty se unió al partido recién creado de Izquierda Democrática.

## Biografía
Fue nombrado miembro del Parlamento Europeo en 1992 por la circunscripción de Dublín tras la dimisión de Proinsias De Rossa.  Fue miembro de la Comisión de Asuntos Económicos y Monetarios y de Política Industrial del Parlamento Europeo. No participó en las elecciones al Parlamento Europeo de 1994. Se presentó sin éxito como candidato del Partido Laborista en las elecciones al Seanad de 2002 para el Panel Laborista.
Geraghty fue miembro de la junta directiva del Banco Central de Irlanda de 2009 a 2019.  Es un exmiembro del Consejo de Administración de RTÉ. Ha publicado varios libros, incluido uno sobre el cantante folk Luke Kelly. También es miembro de la junta directiva de Poetry Ireland. 